# Goniogryllus glaber
Goniogryllus glaber är en insektsart som beskrevs av Wu, F. och Yin Wang 1992. Goniogryllus glaber ingår i släktet Goniogryllus och familjen syrsor. Inga underarter finns listade i Catalogue of Life.